# Электронные офисные системы
Компания «Электронные офисные системы» (ЭОС) — российский производитель и поставщик систем автоматизации документооборота и делопроизводства, ECM-систем.

## Программные продукты
За время своей работы компания ЭОС выпустила ряд продуктов, которые нашли своё применение в более чем в пяти тысячах организаций. Все продукты соответствуют принятым стандартам документооборота и делопроизводства.

### Система «ДЕЛО»
Система электронного документооборота «ДЕЛО» — комплексное промышленное решение, обеспечивающее автоматизацию процессов делопроизводства, а также ведение полностью электронного документооборота организации. Система используется как в небольших коммерческих компаниях, так и в распределенных холдинговых или ведомственных структурах.
Система «ДЕЛО» была выпущена в 1996 году. В 1996 году получила сертификат качества Госстандарта России, а в 2006 году — свидетельство об официальной регистрации в реестре программ для ЭВМ. Система постоянно обновляется в соответствии с принятыми стандартами и пожеланиями пользователей.
Система электронного документооборота «ДЕЛО» функционально относится к классу систем управления корпоративным контентом (ECM) . Она обеспечивает как автоматизацию процедур общего документооборота компании, так и автоматизацию контроля исполнения поручений, а также произвольных регламентированных бизнес-процессов.
Система «ДЕЛО» полностью соответствует государственным нормативно-методическим требованиям в области управления документами. Наличие открытого API-интерфейса делает возможной интеграцию системы документооборота предприятия «ДЕЛО» с любыми используемыми в организации информационными системами и бизнес-приложениями.
Дополнительные опции:
- «Электронная подпись и шифрование» — опция позволяет соблюдать необходимые условия для реализации защищенного и юридически значимого электронного документооборота.
- «Сервер Электронного Взаимодействия (СЭВ)» — подсистема предназначена для автоматизации обмена документами между организациями-участниками электронного документооборота, а также для обеспечения прозрачности обработки документов в этих организациях.
- «Управления процессами» — опция позволяет проектировать и создавать произвольные документоориентированные приложения.
- «Сканирование» — опция обеспечивает пользователю возможность сканирования.
- «Поточное сканирование» — опция помогает быстро перевести в электронный вид большой объём бумажных документов.
- «Защита от несанкционированного доступа» — опция обеспечивает безопасность хранимой информации с помощью Secret Disk Server NG компании Aladdin.
- "Оповещения и уведомления — опция осуществляет автоматическую рассылку уведомлений и оповещений на электронную почту пользователей о различных событиях системы «ДЕЛО».
- «Интеграция СЭД „ДЕЛО“ и системы 1С » — позволяет упорядочить работу с финансовыми документами.
- «Информер» — модуль оповещает визуальным и звуковым способами пользователя о наступлении событий в системе «ДЕЛО», связанных с определёнными объектами системы, отображает перечень этих объектов с возможностью открытия окон на просмотр и редактирование. В зависимости от настроек, модуль «Информер» информирует пользователя о новых или непрочитанных записях, находящихся в доступных пользователю папках кабинетов; о поручениях на исполнении и на контроле, срок исполнения которых истек или истечет через заданное время.
- «Мобильный кабинет» — позволяет работать с документами вне офиса при помощи мобильных устройств (iPad, смартфоны, айфоны, коммуникаторы, мобильные телефоны) на любой платформе (например, Android, iOS, Windows Mobile) через электронную почту (допустима любая операционная система).
- «Печать штрих-кода» — опция позволяет напечатать на листах документа уникальный штрих-код, назначаемый системой для однозначной идентификации РК.
- «Поиск по штрих-коду» позволяет осуществлять поиск электронных регистрационных карточек документов с использованием ручного сканера.
- «Партионная почта» — опция позволяет автоматизировать присвоение 14-символьного почтового-кода идентификатора почтовым отправлениям, а также автоматизирует формирование необходимой печатной и электронной документации на партионную почту.
- «Юридически значимый документооборот» позволяет придать юридическую значимость создаваемым в СЭД электронным документам благодаря обеспечению ряда условий (установленных законодательно).
- «Модуль локального системного технолога» обеспечивает возможность внесения ряда изменения на локальных пользовательских станциях без обращения к технологам СЭД.

В СЭД «ДЕЛО» реализован ряд подсистем, позволяющих полноценно работать в удаленном режиме:
- Подсистема «ДЕЛО-WEB» — полноценная работа удаленного пользователя в СЭД через web-интерфейс — это решение для предприятий с территориально распределенной структурой;
- Подсистемы «АРМ Руководителя», «EOSmobile» и iEOS реализуют все сценарии работы с документом для руководителей с помощью разнообразных планшетных и мобильных устройств.

### Система eDocLib
eDocLib — система учёта и хранения электронных документов при построении корпоративных хранилищ данных. Впервые выпущена в 2004 году. В 2006 году получила свидетельство об официальной регистрации в реестре программ для ЭВМ.
Система основана на Web-технологиях и реализована на платформе Microsoft.NET, может использоваться как в качестве готового решения для создания электронных архивов, библиотек, хранилищ данных, так и в качестве инструментария, на основе которого можно делать собственные разработки.
Создание документов в системе eDocLib не требует высокой квалификации от пользователей. Система позволяет создавать и заполнять документы и справочники, организовывать совместную работу сотрудников территориально распределенных структур с единой базой данных посредством Интернет / Интранет, прикреплять файлы, осуществлять поиск, поддерживать версионность документов посредством графического интерфейса (конфигуратора и редактора форм).
Функционально относясь к классу систем управления корпоративным контентом (ECM) система eDocLib позволяет автоматизировать и упорядочить работу с данными и документами в различных отраслях бизнеса.
Система eDocLib — первый программный продукт в России и один из первых в мире, получивший логотип «Certified for Windows Server 2008» и сертифицированный под Windows Vista.
eDocLib полностью соответствует государственным нормативно-методическим требованиям в области управления документами. Наличие открытого API-интерфейса делает возможной интеграцию системы «eDocLib» с другими информационными системами и бизнес-приложениями.

### Система «АРХИВНОЕ ДЕЛО»
«АРХИВНОЕ ДЕЛО» — система автоматизации учёта архивных документов ведомственных организаций. Система была выпущена в 2006 году и получила свидетельство об официальной регистрации в реестре программ для ЭВМ, постоянно обновляется в соответствии с принятыми стандартами и пожеланиями пользователей.
Система «АРХИВНОЕ ДЕЛО» полностью соответствует требованиям, предъявляемым государством как к ведомственным архивам, так и к организационному документообороту (ФЗ № 125 от 22 октября 2004 г., а также см. правила комплектования ведомственных архивов).
Система предоставляет возможность выгрузки сводных описей, справочников, сведений о делах и документах, а также электронных образов хранимой документации в популярные форматы, в том числе формат, поддерживаемый государственной системой учёта и обработки архивного фонда — программным комплексом «АРХИВНЫЙ ФОНД 4.0», также обеспечивает Web-доступ и поточное сканирование посредством программного обеспечения компании ABBYY.
В 2006 году заняла первое место в конкурсе ИТ-решений «Продукт года — 2006» на выставке Softool-2006.
Функции системы:
- Поиск по всем реквизитам дел и документов.
- Сохранение поисковых запросов.
- Фондирование документов (позволяет создавать архивные регистрационные карточки дел и документов посредством добавления документов, приема документов из систем автоматизации делопроизводства, или с помощью технологии поточного сканирования документов).
- Составление номенклатуры дел (позволяет формировать отчетные формы, такие как: номенклатура дел подразделения и номенклатура дел организации, за счет возможности копирования разделов номенклатур предыдущих лет).
- Формирование и оформление дел (предполагает автоматизированную разбивку дел на тома по количеству страниц, формирование обложки, внутренней описи дела и прочих форм, необходимых для оформления дел, хранение дел).
- Создание электронного архива организации (подсистема «Читальный зал» обеспечивает удаленный доступ пользователей к делам и документам посредством сети Интернет/Интранет и поиск дел и документов по любым реквизитам и их сочетанию).
- Позволяет работать с бумажными и электронными документами.

### EOS for SharePoint
EOS for SharePoint — система электронного документооборота и управления корпоративным контентом, выполнена на платформе Microsoft SharePoint с поддержкой бесплатной версии Microsoft SharePoint Foundation. Система была выпущена в 2008 году и получила свидетельство об официальной регистрации в реестре программ для ЭВМ.
EOS for SharePoint — полноценное решение класса Enterprise content management, позволяющее объединить в одной системе комплексное управление всеми информационными ресурсами, процессами и коммуникациями организации.
EOS for SharePoint предоставляет одновременно средства совместной работы сотрудников с документами и готовые инструменты для автоматизации процессов документооборота и контроля исполнения поручений в соответствии с отечественной практикой и нормативными требованиями.
Функции системы:
- согласование/подписание документов;
- регистрация документов;
- исполнение и контроль поручений;
- электронный архив;
- стандартные отчеты по работе с документами и поручениями;
- различные виды поиска;
- единая среда работы в СЭД;
- различные способы обеспечения безопасности данных;
- возможность работы в частном облаке;
- подходит для организации работы госуслуг, МЭДО и обращения граждан;
- возможна работа с документами с мобильных устройств;
- используется ЭП и шифрование данных;
- работает со сканерами, поточными сканерами и штрих-кодами..

### Система «КАРМА»
«КАРМА» — универсальная система для криптографической защиты информации. В 2008 году система получила свидетельство об официальной регистрации в реестре программ для ЭВМ.
«КАРМА» предназначена для реализации в прикладном программном обеспечении функций криптографической защиты информации — применения электронной подписи и шифрования. Она позволяет работать с электронной подписью (ЭП) и сертификатами, шифровать и расшифровывать данные, добавлять в состав подписи графические изображения.
Система «КАРМА» применяется в организации систем электронного документооборота и юридически значимого электронного документооборота, для обеспечения ЭП и авторизации в кадровых, архивных, бухгалтерских и других информационно-справочных системах, в web-приложениях и информационных порталах.
Система реализует взаимодействие со средствами криптографической защиты информации и хранилищами сертификатов.
Особенности:
- Позволяет добавлять в состав ЭП факсимиле — изображения собственноручной подписи.
- Позволяет создать рукописный «стикер» к электронному документу.

### Программа EDSIGN
EDSIGN — программа для создания и подписания электронного документа (ЭД) электронной подписью (ЭП). В марте 2010 года система получила свидетельство об официальной регистрации в реестре программ для ЭВМ.
EDSIGN — представляет собой программную надстройку для Microsoft WORD, позволяет создать электронную подпись и поставить её на электронный документ (ЭД), который будет оставаться аналогичным бумажному на всех стадиях его подписания. Процедуры обработки и подписания ЭД с помощью EDSIGN будут такими же, как для бумажных документов. Процесс подписания происходит в привычном интерфейсе текстового редактора Microsoft Word. Документ, созданный с помощью EDSIGN, может использоваться в юридически значимом документообороте, а ЭП, поставленные в документе, будут эквивалентны собственноручным подписям.
Система EDSIGN используется в системах автоматизации документооборота, в которых для редактирования и просмотра документов применяется Microsoft Word; может использоваться на отдельных компьютерах, без привязки к системе обработки документов и передавать документы любым способом.
Документы с подписями, созданными с помощью EDSIGN, пригодны для юридически значимого документооборота, поскольку такие подписи будут эквивалентны собственноручным подписям лиц, сделавших их в электронной форме.

### Система «Приемная Руководителя»
«Приемная руководителя» — система для автоматизации работы Приемной руководителя по организации контактов руководителя и формированию плана мероприятий с его участием.
Функции системы:
- можно формировать план мероприятий в произвольный временной период;
- руководитель может устанавливать поручения исполнителям и контролировать исполнение;
- в системе можно прикрепить документы по мероприятиям и визитам в любом формате — видео, звуковом, текстовом и в др.;
- система позволяет получать отчеты по мероприятиям, а также ежедневно, еженедельно, ежемесячно составлять планы;
- в системе реализован механизм предупреждения о начале мероприятия.

### Система «КАДРЫ»
Система «КАДРЫ» обеспечивает кадровое делопроизводство:
- ведение штатного расписания;
- ведение личных карточек;
- оформление командировок;
- TIB UTQ
- табельный учёт рабочего времени;
- формирование и ведение приказов по личному составу и др.

### Мобильные решения
Мобильные решения позволяют сотрудникам различного уровня, от рядовых специалистов до высшего руководства, осуществлять работу с документами и информацией с помощью мобильных устройств на любой из популярных платформ — Windows, Android или iOS.
Ключевые возможности решений:
- Рассмотрение документов;
- Получение отчетов об исполнении;
- Работа с проектами резолюций;
- Согласование и подписание документов;
- Рецензирование и комментирование документов;
- Подписание и проверка ЭП;
- Вынесение резолюций и выбор исполнителя;
- Контроль исполнения поручений;
- Хранение документов;
- Структурирование и поиск документов.

Подсистема «АРМ Руководителя» — реализует все сценарии работы с документом для руководителей с помощью планшетных и любых мобильных Windows-устройств (версия для Windows 8).
«АРМ Руководителя» обеспечивает:
- Получение электронных документов на рассмотрение, подписание, согласование;
- Получение отчетов по своим резолюциям;
- Исполнение в соответствии с полученной резолюцией;
- Работа с помощником и без него;
- Хранение обработанных документов;
- Прикрепление файлов любого формата;
- Поиск и гибкая система группировки документов;
- Синхронизация основных операций (утверждение резолюции, согласование и подписание документа) с СЭД/ECM — системой;
- Удобный переход между документами, комментариями и оформлением своих решений;
- Поддержка форматов PDF, DOC/DOCX/RTF, XLS/XSLX, PPT/PPTX, PNG, TIFF, JPG;
- Редактирование документов с помощью встроенных приложений Microsoft Office.

iEOS — решение для планшета iPad, обеспечивает весь функционал для мобильной работы с документами, реализованный в системе «АРМ Руководителя» на платформе iOS. Решение iEOS обеспечивает интуитивно-понятный интерфейс, привычный для пользователей планшетных компьютеров, включая редактирование документов с помощью рукописного ввода, оформление/вынесение поручений (в том числе графических и голосовых).
EOSmobile — решение предназначено для обеспечения взаимодействия пользователей с системами электронного документооборота компании ЭОС посредством Android планшета. Приложение обрабатывает получаемые документы и создает документы на основе файлов из других приложений, например, полученных по почте.
Подсистема «Мобильный кабинет» — позволяет работать с документами вне офиса в условиях отсутствия постоянного подключения к Сети, с ноутбука, из интернет-кафе и с помощью мобильных устройств, таких как iPad, iPhone, смартфоны, коммуникаторы, мобильные телефоны, работающие с электронной почтой, в том числе и на платформе Android. К тому же допустима любая операционная система.
Возможности подсистемы «Мобильный кабинет»:
- Получение и отправка, то есть пересылка, документов;
- Просмотр файлов и данных документа (таких, как автор, дата, номер и т. п.);
- Просмотр и утверждение проекта резолюции;
- Визирование документа;
- Подписание документа;
- Ввод отчета об исполнении поручения;
- Ввод новой резолюции;
- Добавление своих файлов в процессе пересылки, исполнения, визирования и подписания.

## Положение на рынке
По состоянию на ноябрь 2015 г. компания ЭОС лидирует по количеству внедрений СЭД/ECM-систем. Система «ДЕЛО», разработанная ЭОС, занимает первое место по числу внедрений, а также уверенно сохраняет лидерство в списке крупных проектов в государственных структурах.
По объёму выручки на российском рынке СЭД/ECM от продажи программного обеспечения и услуг по внедрению за 2014 год ЭОС на третьем месте. Первые два места занимают IT-компании широкого профиля: «КРОК инкорпорейтед», один из крупнейших российских системных интеграторов, и «Логика бизнеса». При этом ЭОС опережает эти компании по темпам роста выручки за 2013—2014 гг.
Основными потребителями продуктов компании «Электронные офисные системы» являются: государственный сектор, органы власти, финансовый сектор, предприятия промышленности и топливно-энергетический сектор. Компания участвует в реализации проектов построения систем электронного документооборота, каждый из которых охватывает десятки и сотни структурных подразделений территориально распределенных организаций.
Крупнейшие проекты
Государственные структуры
- Совет Федерации Федерального Собрания РФ
- Государственная Дума Федерального Собрания РФ
- Счетная Палата РФ
- Центральный Банк Российской Федерации (БАНК России)
- Органы Прокуратуры РФ
- Судебный департамент РФ (в составе ГАС «Правосудие»)
- Центральная избирательная комиссия РФ (в составе ГАС «Выборы»)

Прочие отрасли
- ООО «Мострансгаз»
- ОАО «Татнефть»
- ОАО «Ленгазспецстрой»
- ОАО «Танеко»
- ЗАО «Банк ВТБ 24»
- ОАО Коммерческий банк «Петрокоммерц»
- ОАО Банк «Возрождение»
- ООО «Росгосстрах»
- ОАО «Мосэнерго»[8]
- ООО «Газпромэнерго»
- ОАО «ТАТЭНЕРГО»
- ОАО «ОГК — 6»
- ОАО «Таттелеком»
- РК «Росавиакосмос»
- ОАО «Казанский вертолетный завод»
- ОАО «Мордовцемент»
- ОАО «Алмазы Анабара»
- ОАО «Новокузнецкий алюминиевый завод»
- ООО «БалтСтройСервис»
- ООО «Каналстройпроект»
- ОАО «Мосинжстрой»

## Партнерская сеть
Технологическими партнерами компании являются поставщики сканирующего оборудования, систем распознавания документов и средств защиты: Microsoft, Oracle, ABBYY , КриптоПро, Компания «Актив» , ЗАО «Сигнал-КОМ», ООО «Цифровые технологии», Aladdin, Hewlett-Packard, ООО «Кристалл Сервис», Компания «Сертифицированные информационные системы», Компания «АйДесайд», Национальный удостоверяющий центр.
Системные интеграторы ЭОС: ФГУП НИИ «Восход», Ай-Теко, КРОК инкорпорейтед, IBS Group (Информационные Бизнес-Системы), Компания «Открытые Технологии», Корпорация «Электронный Архив», ПРАЙМ ГРУП, ГК «КомпьюЛинк».
Компания ЭОС имеет развитую партнёрскую сеть, насчитывающую порядка 300 компаний в России и странах СНГ.

## Критика продуктов
Критика присутствует в основном на главный продукт компании ЭОС — систему «ДЕЛО»:
- отсутствуют средства графического отображения маршрутов документов;
- неудобство графического дизайнера при создании регистрационных карт документов;
- отсутствие графического представления о состоянии и прохождении документов.